# Újsinka
Újsinka (románul: Șinca Nouă, németül: Neuschinka) falu Romániában, Erdélyben, Brassó megyében.

## Fekvése
Hegyvidéki falu, a Persányi-hegység és a Fogarasi-havasok határán fekszik, Fogarastól 36 km-re délkeletre. Területének 64%-a erdő, 30%-a rét és 10%-a legelő.

## Története
88 ósinkai család alapította egy erdei remetekolostor közelében 1762-ben, a határőrség szervezésekor, mert nem akartak áttérni a görögkatolikus vallásra. Fogaras vidékéhez, 1876-tól Fogaras vármegyéhez tartozott. 1968-ban Almásmező községhez csatolták és fokozatosan visszafejlesztették. 2004-ben lett ismét önálló.
2007-ben „európai falu” címet kapott.

## Népessége
- 1850-ben 1358 lakosából 1352 volt román nemzetiségű és 1355 ortodox vallású.
- 2007-ben a tőle hét kilométerre délkeletre fekvő Paltin szórványtelepüléssel együtt 1682 lakosa volt, ortodox románok.

## Látnivalók
- Ortodox fatemploma a 17. században épült és elkerülte Buccow tábornok kolostorrombolásait. Mint a vidék remetekolostorai általában, már korábban is mentshelyként szolgálhatott, 1761–1762-ben pedig mellé települt fel az anyaközségből a sinkaiak többsége. 1998-ban felújították.
- Gang-barlang.

## Gazdasága
8300 hektáros határából 5500 ha erdő, a maradék főként legelő és rét. A fiatalok többsége Nyugat-Európában dolgozik.

## Testvértelepülése
- Wulkow, Németország